# Geophis
Genre
Synonymes
- Catostoma Wagler, 1830

Geophis est un genre de serpents de la famille des Dipsadidae.

## Répartition
On rencontre les espèces de ce genre au Mexique, en Amérique centrale et dans le nord de l'Amérique du Sud.

## Liste des espèces
Selon The Reptile Database (25 février 2017) :
- Geophis anocularis Dunn, 1920
- Geophis bellus Myers, 2003
- Geophis betaniensis Restrepo & Wright, 1987
- Geophis bicolor Günther, 1868
- Geophis blanchardi Taylor & Smith, 1939
- Geophis brachycephalus (Cope, 1871)
- Geophis cancellatus Smith, 1941
- Geophis carinosus Stuart, 1941
- Geophis chalybeus (Wagler, 1830)
- Geophis championi Boulenger, 1894
- Geophis damiani Wilson, Mccranie & Williams, 1998
- Geophis downsi Savage, 1981
- Geophis dubius (Peters, 1861)
- Geophis duellmani Smith & Holland, 1969
- Geophis dugesii Bocourt, 1883
- Geophis dunni Schmidt, 1932
- Geophis fulvoguttatus Mertens, 1952
- Geophis godmani Boulenger, 1894
- Geophis hoffmanni (Peters, 1859)
- Geophis immaculatus Downs, 1967
- Geophis incomptus Duellman, 1959
- Geophis isthmicus (Boulenger, 1894)
- Geophis juarezi Nieto-Montes De Oca, 2003
- Geophis juliai Pérez-Higareda, Smith & López-Luna, 2001
- Geophis laticinctus Smith & Williams, 1963
- Geophis laticollaris Smith, Lynch & Altig, 1965
- Geophis latifrontalis Garman, 1883
- Geophis lorancai Canseco-Márquez, Pavón-Vázquez, López-Luna & Nieto-Montes De Oca, 2016
- Geophis maculiferus Taylor, 1941
- Geophis mutitorques (Cope, 1885)
- Geophis nasalis (Cope, 1868)
- Geophis nephodrymus Townsend & Wilson, 2006
- Geophis nigroalbus Boulenger, 1908
- Geophis nigrocinctus Duellman, 1959
- Geophis occabus Pavón-Vázquez, García-Vázquez, Blancas-Hernández & Nieto-Montes De Oca, 2011
- Geophis omiltemanus Günther, 1893
- Geophis petersii Boulenger, 1894
- Geophis pyburni Campbell & Murphy, 1977
- Geophis rhodogaster (Cope, 1868)
- Geophis rostralis (Jan, 1865)
- Geophis russatus Smith & Williams, 1966
- Geophis ruthveni Werner, 1925
- Geophis sallaei Boulenger, 1894
- Geophis semidoliatus (Duméril, Bibron & Duméril, 1854)
- Geophis sieboldi (Jan, 1862)
- Geophis talamancae Lips & Savage, 1994
- Geophis tarascae Hartweg, 1959
- Geophis tectus Savage & Watling, 2008
- Geophis turbidus Pavón-Vázquez, Canseco-Márquez & Nieto-Montes De Oca, 2013
- Geophis zeledoni Taylor, 1954

## Publication originale
- Wagler, 1830 : Natürliches System der Amphibien, mit vorangehender Classification der Säugetiere und Vögel. Ein Beitrag zur vergleichenden Zoologie. 1.0. Cotta, München, Stuttgart and Tübingen, p. 1-354 (texte intégral).